# Mandevilla cercophylla
Mandevilla cercophylla är en oleanderväxtart som beskrevs av R. E. Woodson. Mandevilla cercophylla ingår i släktet Mandevilla och familjen oleanderväxter. Inga underarter finns listade i Catalogue of Life.